# Дејмон Салватор
Дејмон Салватор је измишљени карактер из серијала Вампирски дневници. Њега глуми Ијан Самерхолдер у истоименој телевизијској серији, чије је емитовање почело 2009. године. Дејмон је вампир и има убилачке намере, поготово на самом почетку серијала. Свом млађем брату Стефану (Пол Весли), је обећао мизеран живот, па се сматра да због тога и има такав став и понашање. Главна прича прати борбу два брата за љубав Елене Гилберт (Нина Добрев), која има вампирску двојницу, Кетрин Пирс (Нина Добрев), у коју су оба брата већ била заљубљена док су још били људи. Спонтано се сви поново нађу у Мистик Фолсу и њихов живот постаје све гори али и узбудљивији.

## Развој карактера

### Кастинг
Ијан Самерхолдер је улогу Дејмона Салватора добио крајем марта 2009. године. Продуцентима је био потребан човек у раним двадесетим годинама, да глуми тамног, шармантног, јаког, самоувереног вампира, који у секунди пређе из забавног младића до крволочног убице. Ијан није прочитао књиге, све док није почело снимање серије.

## ТВ серија

### Прича
Кетрин Пирс је претворила Дејмона у вампира 145 година пре радње у серији. Он је син Ђузепеа и Лили Салватор и старији брат Стефана, који је познат као бољи човек и брат, који се храни животињском крви. Дејмон је приказан као шармантан и згодан вампир, који се задовољава хранећи се људима и убијајући их, наручито током прве сезоне. Себе сматра "вечним пастувом".

### Сезона 1
У првој сезони Дејмон се појављује као застрашујући старији брат и у првих неколико епизода је главни негативац. Полако Дејмонов карактер постаје све бољи и све више почиње да личи на особу која је некад био. У афекту је неколико људи претворио у вампире ради своје забаве, али је касније то зажалио и извинио се. Кетрин се појављује и сва његова доброта нестаје, а осећања за њу се враћају.

### Сезона 2
Кетрин говори Дејмону да га никад није волела и да је њена права љубав увек био Стефан. Ускоро након тога, Елена му говори исту ствар. Дејмона то повређује и у бесу ломи врат Џеремија Гилберта, Елениног брата. Није схватио да је Џереми тада носио прстен, који враћа у живот, ако је особа убијена од стране надприродног бића. Ускоро се сви окрећу против њега, али недуго након тога Елена му опрашта, што појачава његова осећања према њој. У причу се укључује Клаус, који планира да убије Елену у ритуалу, да би постао прави хибрид.

### Сезона 3
Стефан је постао Клаусов поданик, због уцене. За време док је Стефан одсутан, Елена и Дејмон постају све ближи и Елена развија осећања за Дејмона, али то не сме то никоме да призна. Њих двоје су покушавали да нађу Стефана, и успели су, али не успевају да га врате кући, јер је он избацио сву људскост из себе. На крају сезоне, Елена мора да направи избор, да ли ће видети Дејмона по последњи пут у животу или ће отићи код Стефана и пријатеља. Елена постаје вампир.

### Сезона 4
У Мистик Фолсусе појављује ловац на вампире, а то не иде у корист Елени која је тек постала један. Сви покушавају да јој помогну да се привикне на овај начин живота, али је повређивање других ствар која она највише мрзи. Након што је ловац убијен, схватају да је Џеремију суђено да постане један и зато га одстрањују из града.

### Сезона 5
Стефанов двојник Сајлс се појављује и покушава да нађе његову изгубљену жену. Он има способност да контролише људе помоћу ума. Бони постаје капија између мртвих и живих. Стефан, Елена и Дејмон сазнају да универзум изнова и изнова спаја све двојнике - па самим тим и Елену и Стефана.

### Сезона 6
На почетку сезоне, Бони и Дејмон су заглављени у паралелном свету у 1994. години. Тамо су са психопатом Кајом Паркером, који им даје трагове како да се врате кући. Бони успева да врати Дејмона кући. Када је стигао у Мистик Фолс сазнаје да је Елена избрисала сваку њихову успомену из њене меморије и да га сада гледа само као крволочног убицу који је покушао да убије њеног брата. Дејмон открива да је његова мајка још увек жива и покушава да је нађе, у нади да ће она успети да врати Сетфанову људскост.

### Сезона 7
Дејмон покушава да се навикне на себе без Елене. Керолајн постаје сурогат мајка Аларику и вештици. Цела екипа се распада, а у причи се појављује Ензо, Дејмонов најбољи друг и у неколико епизода се приказује како су се упознали и како је изгледала њихова прошлост.

### Сезона 8
У овој, последњој, сезони сирена Сибил излази из пакла и под своју контролу узима Дејмона и Енза. Дружина се поново окупља у нади да ће успети да их (Дејмона и Енза) врате у нормалу. На самом крају сезоне Бони враћа Елену у живот и успева да заустави ватру из пакла. Стефан убризгава отров у Дејмона и преузима улогу убијања Кетрин на себе. На крају и успева. Дејмон и Елена добијају дете и називају га Стефани у Стефанову част. У последњој сцени сезоне сви ликови који су се појавили у серијалу поново се срећу у рају.

## Односи

### Стефан Салватор
Дејмон је у нестабилној вези са Стефаном, својим братом. Кетрин је узрок њиховог лошег односа. Без обзира на њихов лош однос, они су увек чували једно другом леђа. Дејмон је увек био ту за Стефана када му је стварно требао, једном приликом га је спасио од мучења, помогао му је да прође кроз зависност од људске крви и да убије заједничке непријатеље.

### Елена Гилберт
Елена је двојница Кетрин Пирс, и зато јој је јако једноставно да се поиграва са Дејмоновим умом, иако то ради несвесно. Кроз причу све више привлаче једно друго и њихова веза постаје најснажнија од свих. 

### Аларик Салцмен
Аларик постаје један од његових најбољих пријатеља и у стању су да ураде све један за другог.

### Бони Бенет
Иако си у почетку мрзели једно друго, након што су заглављени у пралаленом свету, постају најбољи пријатељи. Међусобно су покушавали да убију једно друго, али на крају њихово пријатељство постаје непобедиво.